# Övre Tunbyn
Övre Tunbyn is een plaats in de gemeente Sundsvall in het landschap Medelpad en de provincie Västernorrlands län in Zweden. De plaats heeft 91 inwoners (2005) en een oppervlakte van 48 hectare. De plaats ligt aan de rivier de Ljungan.